# Demonax tristiculus
Demonax tristiculus är en skalbaggsart som först beskrevs av Leon Fairmaire 1895.  Demonax tristiculus ingår i släktet Demonax och familjen långhorningar. Inga underarter finns listade i Catalogue of Life.